# Саврон Мстислав Сергійович
Мстислав Сергійович Саврон (1902—1943) — астроном Харківської обсерваторії, професор Харківського педагогічного інституту. Був розстріляний німцями під час окупації Харкова. Його імʼя вписане в Пам'ятник загиблим астрономам.

Меморіальна дошка на Пам'ятнику загиблим астрономам

## Біографія
Народився 21 грудня 1902 року у Полтаві у родині дрібного чиновника міської поліції С. І. Саврона. Пізніше він з батьками переїхав до міста Костянтинограду Полтавської губернії (теперішній Красноград Харківської області), де його батько зайняв посаду «околодочного наглядача».
Початкову освіту здобув вдома, з дитинства проявляв здібність до математики. Для здобуття середньої освіти переїхав в Харків, і в 1912 році розпочав навчання у Першій харківській чоловічій гімназії, а закінчував її вже під час громадянської війни 1917—1921 років. Слабкий зір врятував Саврона від призову як до більшовицької Червоної армії, так і до білогвардійської Добровольчої армії.
З 1920 року працював в радянських адміністративних установах: був секретарем, потім заступником начальника управління обліку із загальної трудової повинності при Харківському губернському комітеті («Губкомпраці»), пізніше - інструктором статистичного бюро при Управлінні уповноваженого «Донгубвиконкому».
1922 року поступив в Харківський інститут народної освіти (ХІНО, тепер - ХНУ), але продовжував працювати для заробітку, перші роки майже не навчався і був змушений перепроходити перший курс кілька років поспіль. 1924 року він відновився на другому курсі та почав працювати в університетській обсерваторії.
1928 року вступив до аспірантури. Працював під керівництвом Бориса Герасимовича. Багато викладав в різних вишах Харкова, брав активну участь в популяризації науки. В 1933 році закінчив аспірантуру та «захистив аспірантський стаж». Вчені ступені і звання, скасовані після Жовтневої революції, були відновлені лише в 1936 році, - і Саврону одразу було присвоєно ступінь кандидата астрономічних наук, без захисту, за сукупністю праць. Однак він все одно підготував дисертацію «Визначення коефіцієнта прозорості атмосфери в м. Харкові». З 1937 року він працював ученим секретарем Харківської обсерваторії.
1937 року очолив географічний факультет ХДПІ. В серпні 1938 року професор Саврон став виконувачем обов’язків завідувача кафедри астрономії ХДПІ, а в 1940 році став першим деканом новоствореного фізико-математичного факультету ХДПІ.
У 1939—1941 роках він працював над докторською дисертацією на тему: «Абсолютна спектрофотометрія хромосфери Сонця».
Під час німецького наступу на Харків за збігом обставин залишився в окупованому місті. В березні 1943 року був убитий німецькими військовими пострілом в обличчя.